# Attila Dolhai
Dans le nom hongrois Dolhai Attila, le nom de famille précède le prénom, mais cet article utilise l’ordre habituel en français Attila Dolhai, où le prénom précède le nom.
Attila Dolhai (né le 7 janvier 1977) est un chanteur hongrois. Bénéficiant d'une voix de ténor, il construit sa carrière sur un mix de musique classique et de pop rock.

## Biographie

### Formation musicale et débuts
Très tôt, Attila Dolhai manifeste un grand intérêt pour la musique qui pousse ses parents à l’inscrire à l’École Nationale de Musique à Gödöllő ; durant ses études, il est également chanteur d'un groupe de rock.
Il fait ses débuts sur scène en 2000 : après avoir joué le personnage de Tony dans l'adaptation hongroise de West Side Story, mise en scène au Szegedi Nemzeti Színház (Théâtre National de Szeged), il interprète le rôle du jeune prince Rudolf dans la comédie musicale Elisabeth.
Ses premiers pas au Budapesti Operettszínház lui seront favorables puisqu'il y fait la connaissance de Gábor Miklós Kerényi. Ce dernier lui offre le rôle principal, celui de Wolfgang Amadeus Mozart, dans la comédie musicale Mozart!. Dolhai incarne le compositeur en alternance avec Árpád-Zsolt Mészáros.

### Popularité et consécration (2003 - 2012)
Mozart! est un grand succès public et commercial : lors de la soirée célébrant la deux centième représentation de la comédie musicale, l'album est certifié disque d'or. Ce succès sera déterminant pour la carrière de Dolhai, dont la prestation est encensée.
Sur les planches du Szegedi Nemzeti Színház et du Budapesti Operettszínház, deux théâtres prestigieux de Budapest, Dolhai enchaîne les rôles majeurs : le personnage titre de Jesus Christ Superstar, celui de Sam dans Ghost ou encore de Chris dans Miss Saigon. Il incarne une fois encore le Prince Rudolf dans la comédie musicale Rudolf - Az utolsó csók, co-production américano-hongroise de Frank Wildhorn, Steve Cuden et Gábor Miklós Kerényi. 
Il est aussi le Roméo, très populaire, de l'adaptation hongroise de Roméo et Juliette, de la haine à l'amour. Il fréquente d'autres noms connus de la scène budapestoise, tels que Dóra Szinetár, Zoltán Bereczki, Szilveszter P. Szabó, Árpád-Zsolt Mészáros ou Kata Janza. Depuis 2004, le succès de cette production ne s'est jamais démenti et le spectacle est toujours joué au Budapesti Operettszínház. 
En 2009, il partage par deux fois l'affiche avec Erika Miklósa, célèbre soprano colorature : le tandem s'illustre sur les classiques West Side Story et A Bajadér. La presse est élogieuse sur leur collaboration. Pour le chroniqueur Tamás Tarján, Miklósa offre une prestation « délicieuse, légère et planante » et Dolhai « dirige magnifiquement ses numéros vers le haut, jouant agréablement et avec retenue ». Quant à Dániel Végh, il juge le duo Miklósa-Dolhai « très attractif ». 
Jusqu'alors habitué aux rôles de jeune premier, le personnage de Mackie, malfrat sans scrupule de L'Opéra de quat'sous, lui permet d'incarner un protagoniste plus ambigu. Le spectacle, adapté de l'œuvre phare de Bertolt Brecht, opte pour une vision anachronique avec des costumes décalés signés Erzsébet Túri et des maquillages outranciers empruntant au cinéma muet. Pour incarner le rôle, l'acteur développe sa musculature et arbore la fine moustache caractéristique de Mackie. Il retrouve à cette occasion ses partenaires de Róméó és Júlia, Dóra Szinetár et Szilveszter P. Szabó. 
Pour Dolhai, s'il reconnaît que ses rôles dans Róméó és Júlia, Mozart! et Elisabeth lui ont « valu l'affection du public », la reconnaissance professionnelle s'est manifestée plus tard, avec A Bajadér et L'Opéra de quat'sous. 
En 2008, toujours pensionnaire au Budapesti Operettszínház, il joue dans une opérette inédite : Szentivánéji álom, librement inspirée par la pièce Le Songe d'une nuit d'été de William Shakespeare. Il est ainsi le créateur du rôle de Lysander, l'un des personnages centraux. Le reste de la distribution comporte ses anciens partenaires Zoltán Bereczki (Róméó és Júlia, Elisabeth), Máté Miklós Kerényi (Miss Saigon) ou encore Bernadett Vágó (Rudolf - Az utolsó csók). Pour la plupart des critiques, le couple Dolhai-Vágó est à la hauteur de sa réputation : il excelle « comme d'ordinaire ». 
Ces rôles lui offrent une certaine notoriété et lui permettent de signer avec une maison de disques. Par la suite, Attila sort son premier album solo en 2006, Ébredjen a nap. Les albums suivants, Olasz szerelem (2007), Egy szerelem története (2008) et Cigányszerelem (2011) sont des succès commerciaux ; lors de sa sortie, Egy szerelem története se classe dixième dans le top 100 de Mahasz, l'association de l'industrie musicale hongroise.

### Entre notoriété et discrétion (2013 - 2017)
Après 2012 et l'album Ragyogás, Dolhai Attila se fait plus discret sur la scène publique. Il participe à quelques productions musicales, dont Viktória et Amerikai komédia, mais reste néanmoins plutôt rare sur les planches et les plateaux de télévision.
En 2013, il reçoit le prix Mari-Jászai.

### Le retour sur scène et en studios (2018 - 2021)

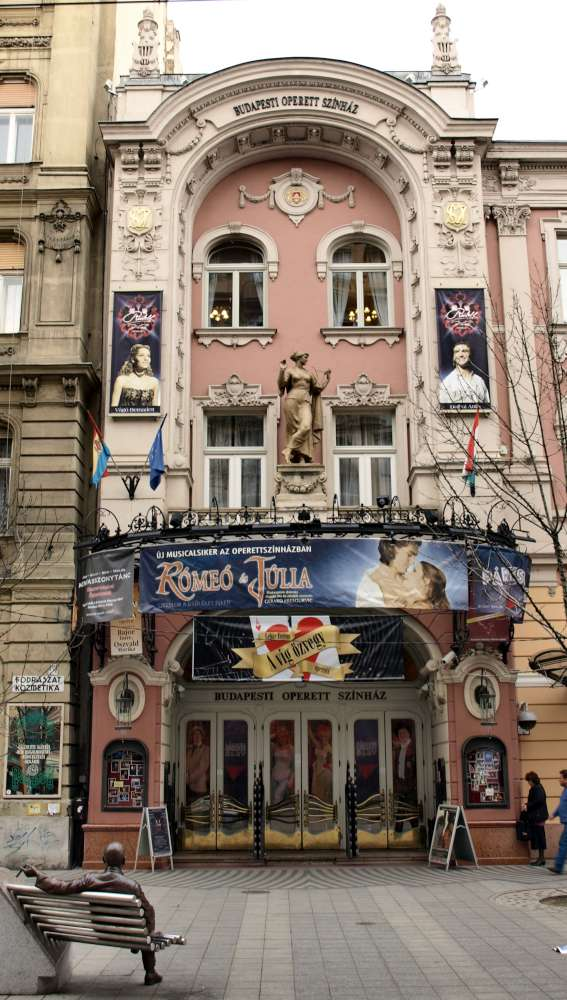
Façade du Budapesti Operettszínház, où Dolhai est pensionnaire. Il figure ici sur deux affiches : Rudolf et Rómeó és Júlia.

2018 donne un nouvel élan à sa carrière et signe son retour remarqué sur la scène musicale.
En février, Attila Dolhai figure dans une version moderne du Barbe-Bleue de Jacques Offenbach, mise en scène par Kriszta Székely pour le Budapesti Operettszínház  : l'intrigue y est transposée dans le monde de l'entreprise, où la Barbe Bleue est un redoutable PDG exerçant sa tyrannie sur l'ensemble de ses subordonnés. Dolhai incarne Saphir, le rival du personnage titre.
Quelques mois plus tard, il retrouve Kriszta Székely sur István, a király, célèbre opéra rock inspiré par la vie d'István Ier de Hongrie. Après avoir campé le rôle titre à ses débuts, il interprète cette fois son rival, en la personne de Koppány, le cousin du jeune roi. Dans la lignée de Mackie, ce personnage de chef rebelle nécessite une préparation physique intensive : l'idée étant d'exploiter « sa part de sauvagerie », il s'entraîne plusieurs jours par semaine au gymnase, avant d'enchaîner sur les répétitions avec la troupe. Pour Kriszta Székely, le choix était évident : « En ce qui concerne István, a király, ma toute première intuition, la plus forte et peut-être la plus radicale, était liée à Koppány : je voulais un artiste qui ait un impact durable dans de nombreux genres. » C'est aussi Székely qui lui conseille d'arborer une barbe fournie et d'accentuer la nature hâbleuse de Koppány. Son duo avec Kocsis Dénes, un autre pensionnaire du Budapesti Operettszínház, est salué.
Toujours en 2018, le chanteur sort un double CD, Visszatérés (Retours). Cet album se veut être « un résumé » des quinze dernières années du chanteur et comprend des reprises inédites. Il compte ainsi de nombreux titres phares des comédies musicales auxquelles Dolhai a participé, de István à Mozart!, en passant par Rómeó és Júlia et Miss Saigon. Il a collaboré pour l'occasion avec ses anciennes partenaires (Kata Janza, Dóra Szinetár, Bernadett Vágó et Zsuzsi Vágó) ; les musiciens appartiennent à l'orchestre du Budapesti Operettszínház et sont dirigés par István Silló. 
Courant 2020, inspiré par ses rôles dans István, a király et Egyszer, Attila Dolhai annonce la sortie de Genezis. Il revendique un album « libre et passionné », à l'image des protagonistes qu'il a incarné. S'inscrivant dans le genre du pop rock, Genezis se compose de dix titres originaux où la guitare prédomine. Le chanteur affirme qu'il s'agit d'une création « un peu plus mature et beaucoup plus courageuse » que ses précédentes productions. Dans la lignée de Ébredjen a nap ou Ragyogás, les morceaux sont écrits par Dolhai, en collaboration avec Máté Brandenburg, Ádám Brandenburg, Csiszi Ferenc Csiszár, Tamás Molnár, Adrián Kovács et Liszi Zsolt Nagy. 
À l'automne 2021, il rejoint la distribution de la comédie musicale culte Nine. Il y campe Guido Contini, le personnage principal. Cette performance, exigeante et physique, nécessite sa présence sur scène à chaque tableau. Son travail est largement acclamé, la presse spécialisée louant sa « grande énergie » et sa vision de cet anti-héros « idéaliste, rêveur et enfantin ». 

### De nouveaux défis (2022 - en cours)
En 2022, Attila Dolhai incarne le double rôle titre de Jekyll & Hyde au Budapesti Operettszínház, en alternance avec Homonnay Zsolt et Sándor Péter. Il est nommé Artiste émérite de Hongrie (hu) cette même année. 
En parallèle, il écrit l'histoire de son premier long-métrage, Örök Hüség, où il officie également en tant qu'acteur. Le film est diffusé à la télévision hongroise le 31 mai 2022. 
En 2023, il tient les rôles masculins principaux dans trois productions du Budapesti Operettszínház : Monte Cristo grófja (inspiré par l'œuvre éponyme d'Alexandre Dumas), Mária főhadnagy et Az Orfeum mágusa. 
2024 lui offre le rôle principal masculin d'une autre comédie musicale culte : Rebecca. Pour ce revival, la production mise sur Dolhai (Maxim de Winter), Petra Gubik (la nouvelle Mrs de Winter) et Kata Janza (Mrs. Danvers). Dolhai juge ce rôle très différent de ses précédentes interprétations : « Récemment, j'ai joué des rôles plutôt virils et de caractère, dans lesquels il ne fait aucun doute que ce sont des personnages forts. Ils portent tout sur leurs épaules, presque facilement. Max de Winter n'est pas de ceux-là : il porte en lui quelque chose de lourd mais sans aucune facilité, avec au contraire beaucoup d'angoisses » ; il voit son personnage comme « une figure aristocratique, avec de sérieuses traditions familiales qu'il veut vraiment respecter. [...] Si l'on regarde le spectacle du point de vue de Maxim, c'est l'histoire de son anxiété, de ses remords et de sa libération. [L'héroïne] lui ouvre un nouveau monde, elle est son rempart, la lueur d'espoir qui lui indique qu'il peut se débarrasser des histoires oppressives d'antan. Cette femme aime aussi innocemment et purement que nous aspirons tous à être aimés ». 

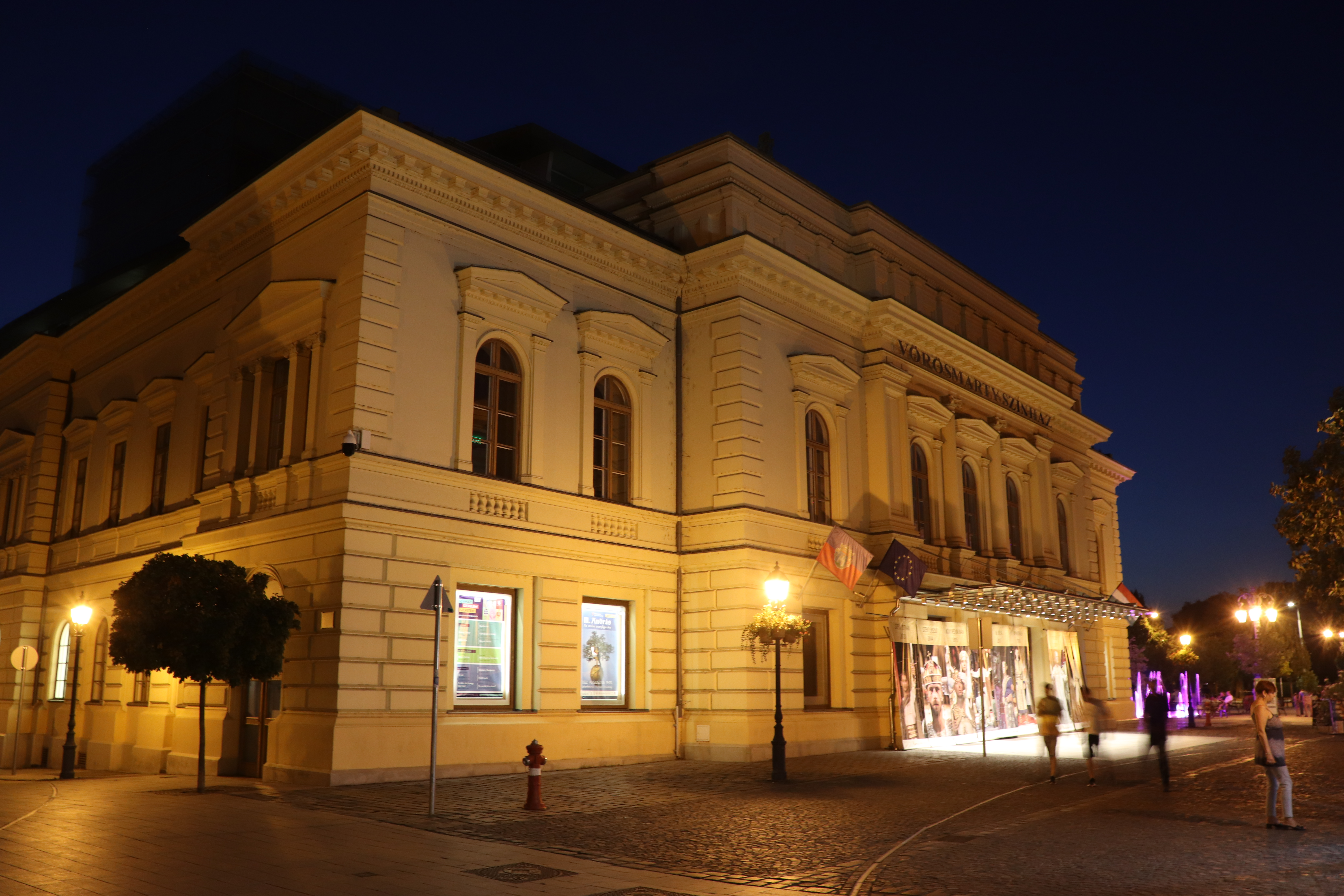
Le Théâtre Vörösmarty dont Dolhai est directeur depuis août 2025.

En août 2025, Attila Dolhai devient le nouveau directeur du Théâtre Vörösmarty, situé à Székesfehérvár, pour une période de trois ans. Son équipe compte notamment le dramaturge Ákos Németh, qui œuvre en tant que directeur artistique. L'ambition de Dolhai est de répondre aux attentes de la municipalité, laquelle « souhaite élever le Théâtre Vörösmarty au rang de théâtre national d'ici dix ans ». En parallèle, sur plusieurs mois, il continue d'honorer ses engagements auprès du Budapesti Operettszínház : il alterne donc entre ses prestations d'acteur sur la scène budapestoise et son rôle de directeur hors de la capitale. 

### Vie privée
Pendant ses années universitaires, Dolhai rencontre Viktória Kecskés. Le couple se marie en 2000. Ils sont les parents de trois filles : Luca, Emma et Anna. L'aînée, Luca, est également chanteuse : soprano, elle est étudiante à l'Université de musique Franz-Liszt.
Catholique pratiquant, la foi tient une place primordiale dans sa vie.

## Discographie

### Carrière solo
- 2006 : Ébredjen a nap
- 2007 : Olasz szerelem (certifié disque d'Or, prix Geszti Margit)
- 2008 : Egy szerelem története (Mahasz #10 du Top 100 de 2008)
- 2011 : Cigányszerelem
- 2012 : Ragyogás
- 2018 : Visszatérés
- 2020 : Genezis

### Participation musicale
| Album                           | Chansons | Année |
| ------------------------------- | --- | ----- |
| Mozart! - Operettszínház        | A zene, az vagyok én... ; Miért nem fogadsz el engem ; Árnyékdal ; Az egyszerű út ; Szeret mind, ki ismer ; Jobb nekem Bécs                                        | 2003  |
| Rómeó és Júlia - Operettszínház | Miért fájt? : Lehetsz király ; Vár reánk a mindenség ; Erkély duett ; Minden szerelem vak ; Szívből szeretni ; Párbaj - Mercutio halála ; Pacsirta ; Párisz halála | 2004  |
| Nagy duett lemez                | Szívből szeretni | 2006  |
| Rudolf                          | Érted Születtem ; A Holnap Hídja | 2006  |
| Csillag születik                | The Show Must Go On (version anglo-hongroise) | 2007  |
| West Side Story                 | Maria ; Miénk az éj... (duett) ; Két kéz, két szív... | 2009  |
| Musical legendák                | Szívből szeretni ; Így vagyok csak én ; Gyere álmodj | 2010  |
| Miss Saigon                     | Saigonban tüzes az éj ; Istenem, miért? ; Napfény, holdfény ; Az esküvő - Thuy közbelép ; Szaxofon-duett ; Kim halála                                              | 2012  |
| Budapesti Újévi Koncert         | L'amor ; Majd én megmutatom! | 2013  |
| Szentivánéji álom               | Mindenki szerelmes ; Szökjünk együtt ; Ereszd el a hajamat! ; Világok találkozása ; Boleró                                                                         | 2013  |

## Scénographie partielle

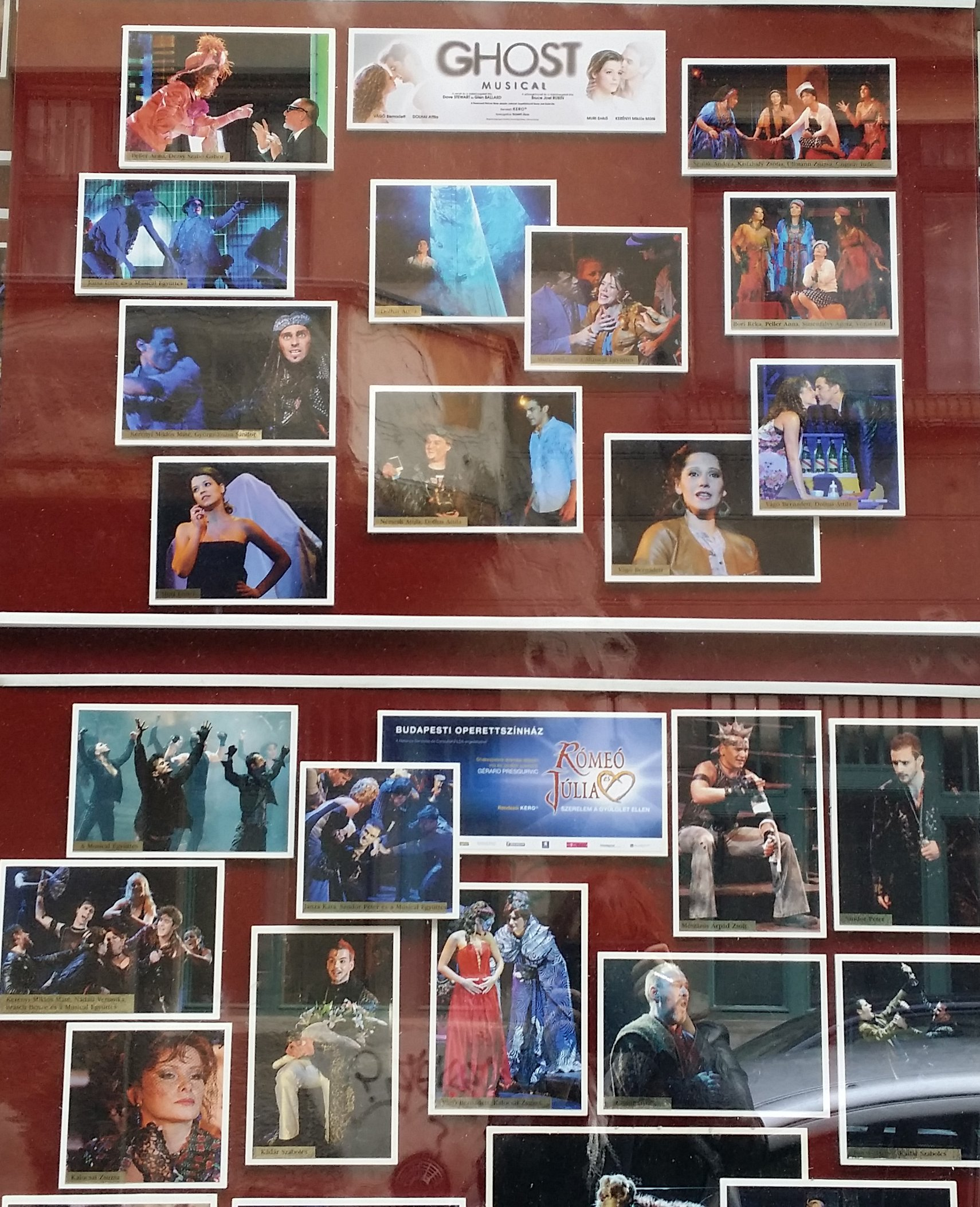
Panneau d'affichage au Budapesti Operettszínház : deux des spectacles de Dolhai, Ghost et Rómeó és Júlia, y sont présentés.

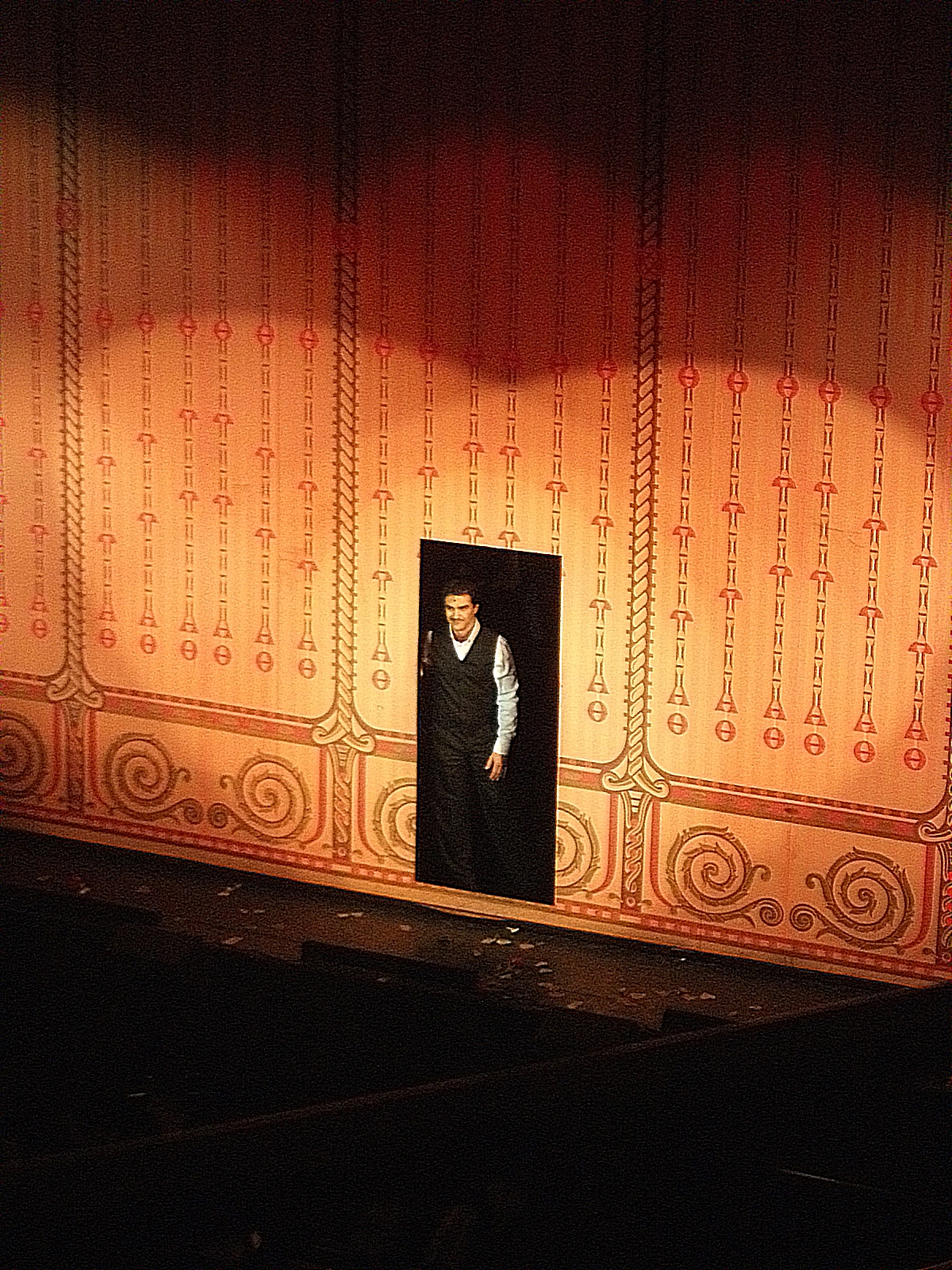
Dolhai en 2011, lors d'une représentation de Cigányszerelem.

| Titre                      | Rôle                                   | Lieu des représentations                         | Année de la première représentation |
| -------------------------- | -------------------------------------- | ------------------------------------------------ | ----------------------------------- |
| A Bajadér                  | Radjami, prince indou                  | Budapesti Operettszínház                         | 2009                                |
| Amerikai komédia           | Frank Anderson, un aventurier          | Budapesti Operettszínház                         | 2014                                |
| Az ég tartja a Földet      | Walter lovag                           | Erkel Színház                                    | 2022                                |
| Az Orfeum mágusa           | Somossy Károly                         | Budapesti Operettszínház                         | 2023                                |
| Cigányszerelem             | Józsi                                  | Budapesti Operettszínház                         | 2010                                |
| Carmen                     | Garcia, le lanceur de couteaux         | Budapesti Operettszínház                         | 2024                                |
| Csókos asszony             | Dorozsmay Pista                        | Thália Színház                                   | 2006                                |
| Egyszer                    | Srác                                   | Madách Színház                                   | 2019                                |
| Elisabeth                  | Rodolphe d'Autriche                    | Miskolci Nemzeti Színház                         | 2000                                |
| Elisabeth                  | Rodolphe d'Autriche                    | Budapesti Operettszínház                         | 2001                                |
| Elisabeth                  | Rodolphe d'Autriche                    | Dóm tér, Szeged                                  | 2009                                |
| Én és a kisöcsém           | Villy Andersen                         | Budapesti Operettszínház                         | 2014                                |
| Ghost                      | Sam Wheat                              | Budapesti Operettszínház                         | 2013                                |
| Hair                       | George Berger                          | Szabadtéri Játékok                               | 2010                                |
| István, a király           | Koppány                                | Baja, Szabadtéri                                 | 2018                                |
| István, a király           | Koppány                                | Budapesti Operettszínház                         | 2018                                |
| Hegedűs a háztetőn         | ?                                      | Ódry Színpad                                     | 2004                                |
| János vitéz                | János                                  | Budapesti Operettszínház                         | 2019                                |
| János vitéz                | János                                  | Budapesti Operettszínház                         | 2024                                |
| Jekyll & Hyde              | Dr Jekyll et Mr Hyde                   | Budapesti Operettszínház                         | 2022                                |
| Jézus Krisztus Szupersztár | Hanne                                  | Nyíregyháza Zenés Szabadtéri Színház             | 1999                                |
| Jézus Krisztus Szupersztár | Hanne                                  | Békés Megyei Jókai Színház                       | 2000                                |
| Jézus Krisztus Szupersztár | Hanne                                  | Musical Színház                                  | 2000                                |
| Jézus Krisztus Szupersztár | Jésus                                  | Szigligeti Színház                               | 2011                                |
| Kékszakáll                 | Saphir                                 | Budapesti Operettszínház                         | 2018                                |
| Koldusopera                | Macheath dit Maxi/Mackie, chef de gang | Budapesti Operettszínház                         | 2011                                |
| Koldusopera                | Macheath dit Maxi/Mackie, chef de gang | Thália Színház                                   | 2010                                |
| Kokainfutár                | Narrateur                              | Színház- és Filmművészeti Egyetem (Ódry Színpad) | 2003                                |
| Lili bárónő                | Le Comte Illésházy László              | Budapesti Operettszínház                         | 2005                                |
| Liliom/Carousel            | Billy Bigelow                          | Budapesti Operettszínház                         | 2019                                |
| Mária evangéliuma          | Jésus                                  | Margitszigeti Szabadtéri Színpad                 | 2006                                |
| Mária főhadnagy            | Ádám Draskóczy                         | Budapesti Operettszínház                         | 2023                                |
| Marica grófnő              | Comte Tasziló                          | Budapesti Operettszínház                         | 2020                                |
| Miss Saigon                | Chris                                  | Művészet Malom                                   | 2003                                |
| Miss Saigon                | Chris                                  | Budapesti Operettszínház                         | 2011                                |
| Monte Cristo grófja        | Edmond Dantès                          | Budapesti Operettszínház                         | 2023                                |
| Mozart!                    | Wolfgang Amadeus Mozart                | Budapesti Operettszínház                         | 2003                                |
| Nine                       | Guido Contini                          | Budapesti Operettszínház                         | 2021                                |
| Oltári srácok (Altar Boyz) | Matthew                                | Budapesti Operettszínház                         | 2007                                |
| Parasztbecsület            | Turiddu, un jeune paysan               | Szegedi Szabadtéri Játékok                       | 2012                                |
| Rebecca                    | Maxim de Winter                        | Szegedi Szabadtéri Játékok                       | 2024                                |
| Rómeó és Júlia             | Rómeó Montague                         | Budapesti Operettszínház                         | 2004                                |
| Rudolf                     | Rodolphe d'Autriche                    | Budapesti Operettszínház                         | 2006                                |
| Rudolf - Az utolsó csók    | Rodolphe d'Autriche                    | Szegedi Szabadtéri Játékok                       | 2006                                |
| Szentivánéji álom          | Lysander                               | Budapesti Operettszínház                         | 2008                                |
| Szentivánéji álom          | Lysander                               | Budapesti Operettszínház                         | 2013                                |
| Valahol Európában          | Long                                   | Petőfi Musical Stúdió                            | 2004                                |
| Viktória                   | Koltay István, capitaine hussard       | Budapesti Operettszínház                         | 2013                                |
| West Side Story            | Tony                                   | Szegedi Nemzeti Színház                          | 2000                                |
| West Side Story            | Tony                                   | Budapesti Operettszínház                         | 2002                                |
| West Side Story            | Tony                                   | Veszprém Aréna                                   | 2009                                |

## Filmographie
- 2022 : Örök Hüség